# Daniel Llorente y Federico
Daniel Llorente Federico (Valladolid, 10 aprile 1883 – 27 febbraio 1971) è stato un vescovo cattolico spagnolo.

## Biografia
Nato a Valladolid, Daniel Llorente fu ordinato sacerdote nel 1906 e nominato vescovo ausiliare di Burgos. Fu consacrato dall'allora nunzio apostolico in Spagna Gaetano Cicognani vescovo titolare di Dafnusia il 24 maggio successivo. Nominato vescovo di Segovia il 9 dicembre 1944, lasciò la diocesi l'11 dicembre 1969, quando divenne vescovo titolare di Auca. 
Nel 1958 fu nominato accademico della Real Academia de Bellas Artes de la Purísima Concepción.

Morì il 27 febbraio 1971. Le sue spoglie riposano nella Cattedrale di Segovia.
Fu anche teologo, e descrisse i suoi studi sul tema della catechesi in numerosi saggi e in 264 articoli pubblicati sulla Revista Catequística, da lui cofondata nel 1910 e diretta dal 1914. Diede un considerevole apporto al rinnovamento della metodologia dell'insegnamento catechistico, introducendo e diffondendo nella Chiesa spagnola l'innovativo "metodo di Monaco".

## Genealogia episcopale
La genealogia episcopale è:
- Cardinale Scipione Rebiba
- Cardinale Giulio Antonio Santori
- Cardinale Girolamo Bernerio, O.P.
- Arcivescovo Galeazzo Sanvitale
- Cardinale Ludovico Ludovisi
- Cardinale Luigi Caetani
- Cardinale Ulderico Carpegna
- Cardinale Paluzzo Paluzzi Altieri degli Albertoni
- Papa Benedetto XIII
- Papa Benedetto XIV
- Papa Clemente XIII
- Cardinale Marcantonio Colonna
- Cardinale Giacinto Sigismondo Gerdil, B.
- Cardinale Giulio Maria della Somaglia
- Cardinale Carlo Odescalchi, S.I.
- Vescovo Eugène-Charles-Joseph de Mazenod, O.M.I.
- Cardinale Joseph Hippolyte Guibert, O.M.I.
- Cardinale François-Marie-Benjamin Richard de la Vergne
- Cardinale Pietro Gasparri
- Cardinale Gaetano Cicognani
- Vescovo Daniel Llorente y Federico

## Opere
- Catecismo explicado con gráficos y ejemplos, Casa Martín, Valladolid, 1935
- Explicación dialogada del Evangelio, Casa Martín, Valladolid, 1947
- Explicación dialogada del Catecismo, Casa Martín, Valladolid 1948
- Tratado elemental de pedagogía catequística, Casa Martín, 1948
- Lecciones de historia eclesiástica, 1948
- Hogar, escuela y catecismo. Reflexiones y maximas para orientacion y estimulo, Casa Martín, Valladolid, 1952